# Eremanthus auriculatus
Eremanthus auriculatus é um gênero de plantas com flores, que foi descrito pela primeira vez por NFF Mac Leish e H. Schumacher. Eremanthus auriculatus pertence ao gênero Eremanthus e à família Asteraceae.
É encontrada na América do Sul, mais especificamente, na região centro-oeste do Brasil, nos estados de Mato Grosso e Goiás.